# Esteban Powell
Esteban Louis Powell (15 de junho de 1976) é um ator norte-americano.
Frequentou a High School for the Performing and Visual Arts in Houston, , uma escola do Distrito Escolar Independente de Houston. Ele foi escalado para o papel de Carl Burnet em 1993 no filme de Richard Linklater chamado Dazed and Confused.
Desde então, ele tem aparecido nos filmes como Hysteria - The Def Leppard Story , Drake Bell: The Untitled Project (A Teaser) Runaways, Paper Cut, e Shiloh Falls dentre outros. Já apareceu em episódios de Beverly Hills, 90210, Touched by an Angel, CSI: Crime Scene Investigation, Reba, Creek Dawson, Charmed, Gilmore Girls, House MD e Monk. Entre ano 2000 a 2001, ele interpretou Jargon no programa de televisão Level 9. Powell recentemente co-estrelou na série da A&E Network The Cleaner que durou duas temporadas, de 2008 a 2009.